# Ovseni kosmiči
Ovséni kosmíči so oluščena in stisnjena ovsena zrna.

## Proces
Oves ima tako kot druga žita trdo in neužitno zunanjo lupino, ki jo je treba odstraniti, preden lahko zrnje zaužijemo.